# 日羅夫尼采

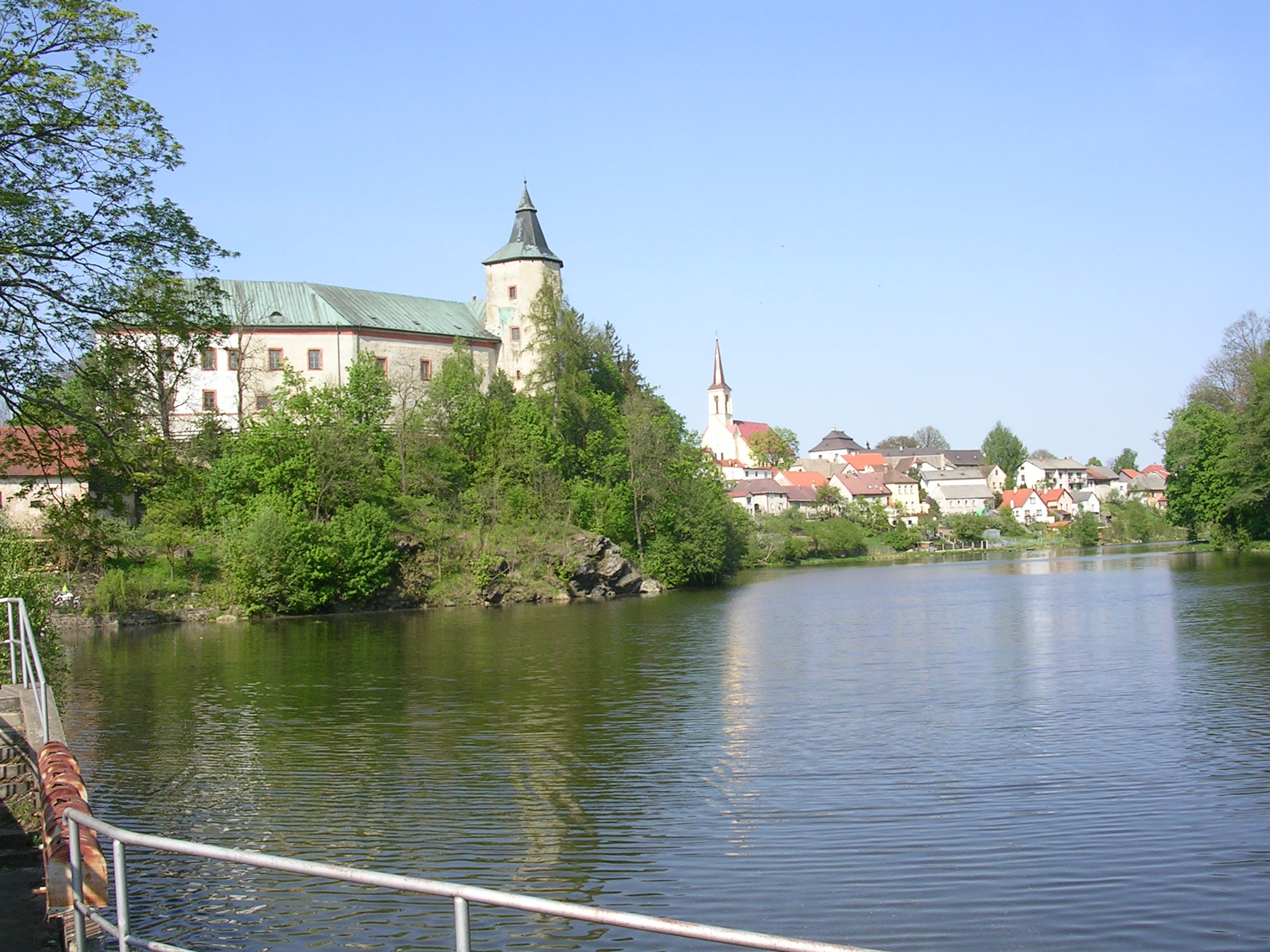

日羅夫尼采是捷克的城鎮，位於該國南部，距離因德日赫城堡18公里，由維索基納州負責管轄，面積44.4平方公里，海拔高度565米，2014年人口2,954。